# Europese PGA Tour 2012
Dit is de toernooiagenda van de Europese PGA Tour van het seizoen 2012. Dit start op 5 januari in Zuid-Afrika, waar de eerste twee toernooien gespeeld worden, en dus niet in de laatste weken van het voorgaande jaar, zoals tot nu toe. Het Alfred Dunhill Kampioenschap en het Zuid-Afrikaans Open zullen nu eind 2012 op de agenda gezet worden. Daarna worden vier toernooien in het Midden-Oosten gespeeld.
Het seizoen eindigt in november 2011 met het derde Wereldkampioenschap in Dubai.
Nederlandse spelers
Er zullen in 2012 zeven Nederlanders op de Tour spelen. Joost Luiten werd 24ste en Robert-Jan Derksen 79ste op de Race To Dubai en zij hielden dus hun kaart. Floris de Vries werd 171ste en verloor zijn kaart, het lukte hem ook niet in de Finals van de Tourschool zich weer te kwalificeren. Wil Besseling, Maarten Lafeber, Taco Remkes, Jonas Saxton en Tim Sluiter haalden op de Tourschool wel een kaart.
Belgische spelers
Behalve Nicolas Colsaerts zullen ook Jean-Baptiste Gonnet en Adrien Bernadet op de Tour spelen, zij kwalificeerden zich via de Tourschool. Pierre Relecom zal op de Challenge Tour uitkomen.
| Data  | Data  | Toernooinaam                          | Baan                                         | Winnaar Titelhouder (T)   | Score | Prijzenpot                |
| ----- | ----- | ------------------------------------- | -------------------------------------------- | ------------------------- | ----- | ------------------------- |
| 05-01 | 08-01 | Africa Open                           | East London Golf Club, Oost-Kaap             | Louis Oosthuizen          | -27   | € 1.000.000               |
| 12-01 | 15-01 | Joburg Open                           | Royal Johannesburg and Kensington GC         | Branden Grace             | -17   | € 1.300.000               |
| 19-01 | 22-01 | Volvo Golf Champions                  | The Links at Fancourt, George, Zuid-Afrika   | Branden Grace             | -12   | € 2.000.000               |
| 26-01 | 29-01 | Abu Dhabi Golf Championship           | Abu Dhabi Golf Club                          | Robert Rock               | -13   | US$ 2.700.000 € 2.078.350 |
| 02-02 | 05-02 | Commercialbank Qatar Masters          | Doha Golf Club, Qatar                        | Paul Lawrie               | -15   | US$ 2.500.000 €1.913.171  |
| 09-02 | 12-02 | Dubai Desert Classic                  | Emirates Golf Club, Dubai                    | Rafael Cabrera Bello      | -18   | US$ 2.500.000 €1.924.297  |
| 16-02 | 19-02 | Avantha Masters                       | DLF Golf and Country Club, India             | Jbe' Kruger               | -14   | € 1.800.000               |
| 22-02 | 25-02 | WGC - Accenture Matchplay             | Dove Mountain, VS                            | Hunter Mahan              |       | US$ 8.500.000             |
| 8-03  | 11-03 | WGC - Cadillac Championship           | Doral Golf Resort & Spa, Florida             | Justin Rose               | -16   | US$ 8.500.000             |
| 08-03 | ``-03 | Colombia Classic                      | Barranquilla                                 | Phillip Archer            | -8    | €190,705                  |
| 15-03 | 18-03 | Open de Andalucia                     | Aloha Golf Club in Spanje                    | Julien Quesne             | -17   | € 1.000.000               |
| 22-03 | 25-03 | Trophée Hassan II                     | Golf du Palais Royal Golf de L’Océan, Agadir | Michael Hoey              | -17   | € 1.500.000               |
| 29-03 | 01-04 | Siciliaans Open                       | Verdura Golf & Spa Resort, Sciacca           | Thorbjørn Olesen          | -15   | € 1.000.000               |
| 05-04 | 08-04 | The Masters Tournament                | Augusta, Georgia                             | Bubba Watson po           | -10   |                           |
| 12-04 | 15-04 | Maybank Malaysian Open                | Kuala Lumpur Golf & Country Club             | Louis Oosthuizen          | -17   | US$ 2.500.000             |
| 19-04 | 22-04 | Volvo China Open                      | Binhai Lake GC, Tianjin                      | Branden Grace             | -21   | RMB 20.000.000            |
| 26-04 | 29-04 | Ballantine's Championship             | Blackstone GC, Seoul                         | Bernd Wiesberger          | -18   | € 2.205.000               |
| 03-05 | 6-05  | Open de España                        | Sevilla GC                                   | Francesco Molinari        | -8    | € 2.000.000               |
| 10-05 | 13-05 | Madeira Islands Open                  | Santo da Serra Golf Club                     | Ricardo Santos            | -22   | € 675.000                 |
| 17-05 | 20-05 | Volvo World Match Play                | El Cortesin GC, Casares, Spanje              | Nicolas Colsaerts         | 1up   | € 3.400.000               |
| 24-05 | 27-05 | BMW PGA Championship                  | The Wentworth Club, Engeland                 | Luke Donald               | -15   | € 4.500.000               |
| 31-05 | 03-06 | Wales Open                            | Wales                                        | Thongchai Jaidee          | -6    | € 1.800.000               |
| 06-06 | 09-06 | Nordea Masters                        | Bro Hof Slott Golf Club, Stockholm           | Lee Westwood              | -19   | € 1.500.000               |
| 14-06 | 17-06 | US Open                               | Olympic Club, San Francisco                  | Webb Simpson              | +1    | € 6.433.971               |
| 14-06 | 17-06 | Saint-Omer Open                       | Aa Saint-Omer Golf Club, Frankrijk           | Darren Fichardt           | -5    | € 500.000                 |
| 21-06 | 24-06 | BMW International Open                | Golf Club Gut Lärchenhof                     | Danny Willett             | -11   | € 2.000.000               |
| 28-06 | 01-07 | Iers Open                             | Royal Portrush Golf Club                     | Jamie Donaldson           | -18   | € 2.000.000               |
| 05-07 | 08-07 | Alstom Open de France                 | Le Golf National, Parijs                     | Marcel Siem               | -8    | € 3.150.000               |
| 12-07 | 15-07 | Schots Open                           | Castle Stuart Golf Links, Inverness          | Jeev Milkha Singh         | -17   | £ 2.500.000               |
| 19-07 | 22-07 | The 141th Open Championship           | Lytham St Annes, Engeland                    | Ernie Els                 | -7    | € 6,347,075               |
| 25-07 | 28-07 | Oostenrijks Open                      | Diamond Country Club, Atzenbrugg             | Bernd Wiesberger          | -19   | € 1.000.000               |
| 02-08 | 05-08 | WGC - Bridgestone Invitational        | Firestone Country Club, Arizona              | Keegan Bradley            | -13   | $ 8.500.000               |
| 09-08 | 12-08 | US PGA Championship                   | Kiawah Island Golf Resort, S.Carolina        | Rory McIlroy              | -13   |                           |
| 16-08 | 19-08 | geen toernooi                         |                                              |                           |       |                           |
| 23-08 | 26-08 | Johnnie Walker Championship           | Gleneagles                                   | Paul Lawrie               | -16   | £ 1.400.000               |
| 30-08 | 02-09 | Omega European Masters                | Golf Club Crans-sur-Sierre                   | Richie Ramsay             | -14   | € 2.100.000               |
| 06-09 | 09-09 | KLM Open                              | Hilversumsche Golf Club                      | Peter Hanson              | -14   | € 1.800.000               |
| 13-9  | 16-09 | Italian Open                          | Royal Park I Roveri, Turijn                  | Gonzalo Fernández Castaño | -24   | £ 1.500.000               |
| 20-09 | 23-09 | Madrid Masters                        | geannuleerd                                  | Lee Slattery (T)          | =     | =                         |
| 28-09 | 30-09 | The 2012 Ryder Cup                    | Medinah Country Club, Illinois               | 14½ - 13½                 |       |                           |
| 04-10 | 07-10 | Alfred Dunhill Links Championship     | St Andrews & Kingsbarns                      | Branden Grace             | -22   | € 3.696.952               |
| 11-10 | 14-10 | Portugal Masters                      | Oceânico Golf, Vilamoura                     | Shane Lowry               | -15   | € 2.242.000               |
| 18-10 | 21-10 | Perth International Golf Championship | Lake Karrinyup, Australië                    | Bo Van Pelt               | -16   | € 2.000.000               |
| 25-10 | 28-10 | BMW Masters                           | Lake Maharen Golf CLub, Shanghai             | Peter Hanson              | -21   | US$ 7.000.000             |
| 01-11 | 04-11 | WGC - HSBC Champions                  | China                                        | Ian Poulter               | -21   |                           |
| 08-11 | 11-11 | Barclays Singapore Open               | Sentosa Golf Club, Singapore                 | Matteo Manassero          | -13   | $ 6.000.000               |
| 15-11 | 18-11 | Zuid-Afrikaans Open                   | Serengeti Golf & Wildlife Estate, Ekurhuleni | Henrik Stenson            | -17   | € 1,000,000               |
| 15-11 | 18-11 | Hong Kong Open                        | Hong Kong GC, Fanling                        | Miguel Ángel Jiménez      | -15   | $2,000,000                |
| 22-11 | 25-11 | Dubai World Championship              | Jumeirah Golf Estates, Dubai                 | Rory McIlroy              | -23   | $ 8,000,000               |

po Bubba Watson won de Masters door Louis Oosthuizen op de tweede hole van de play-off te verslaan.